# Rochinia tanneri
Rochinia tanneri is een krabbensoort uit de familie van de Epialtidae. De wetenschappelijke naam van de soort is voor het eerst geldig gepubliceerd in 1883 door Smith.